# 君に捧げる初恋
『君に捧げる初恋』（きみにささげるはつこい、原題：첫사랑 사수 궐기대회）は、2003年公開の韓国映画。

## あらすじ
高校生のテイルは知能指数148もありながら、学校の成績はいつも最下位。それはとりもなおさず、愛する幼なじみのイルメを振り向かせることに全エネルギーを費やしていたからだった。そんなテイルに対し、学校の担任教師でもあるイルメの父親ヨンダルは、全国30万番の成績から3000番以内に入ればイルメとの結婚を許すと公言するのだったが…。

## キャスト
- チャ・テヒョン - ソン・テイル 役（吹替：関智一）
- ソン・イェジン - チュ・イルメ 役（吹替：小林さやか）
- ユ・ドングン - チュ・ヨンダル 役（イルメの父）
- ソン・ジル - ピョン・ガンチョル 役

## スタッフ
監督：オ・ジョンノク